# Мадагаскарські черепахи
Мадагаскарські черепахи (Astrochelys) — рід черепах з родини Суходільні черепахи підряду Схованошиї черепахи. Має 2 види.

## Опис
Загальна довжина представників цього роду коливається від 40 до 50 см, вага від 12 до 19 кг. Спостерігається статевий диморфізм: самці більші та важчі за самиць. Голова велика, масивна. Панцир дуже опуклий, сильно піднятий догори карапакс. Лапи сильні, слоноподібні.
Забарвлення карапаксу в темних кольорах з численними смугами або плямами. Платрон дещо світліше. Голова коричневого або чорного кольору. Лапи жовтуваті.

## Спосіб життя
Полюбляють тропічні ліси, часто зустрічаються неподалік морського узбережжя. разом з тим не здатні плавати, усе життя проводять на суходолі. Харчуються рослинною їжею.
Самиці відкладають до 8—12 яєць.
Ці черепахи мають досить смачне м'ясо, тому місцеві мешканці активно полюють на них.

## Розповсюдження
Це ендемік о.Мадагаскар. Останнім часом робляться спроби розводити мадагаскарських черепах на островах Маврикій та Реюньйон.

## Види
- Astrochelys radiata
- Astrochelys yniphora
- †Astrochelys rogerbouri